# Sam Spade
Sam Spade és un detectiu privat de ficció, protagonista d'El falcó maltès, novel·la de Dashiel Hammett publicada per fascicles a la revista pulp Black Mask entre setembre i desembre de 1929.
Posteriorment, Hammet va fer-lo aparèixer en tres altres narracions: A man called Space (1932) i en els relats breus Too many haved lived (1932) i They can hang you once (1932), totes elles recopilades en el llibre The adventures of Sam Spade and other stories (1944), posteriorment adaptat a una sèrie radiofònica protagonitzada per Howard Duff.